# California Institution for Women
California Institution for Women (CIW) är ett delstatligt kvinnofängelse och är belägen i Chino, Kalifornien i USA. Fängelset förvarar intagna som är klassificerade främst för säkerhetsnivåerna "låg" och "hög". CIW har en kapacitet på att förvara 1 281 intagna och för den 23 november 2022 förvarade den 940 intagna.
Kvinnofängelset invigdes 1952 efter att den ursprungliga California Institution for Women i Tehachapi (där mansfängelset California Correctional Institution ligger idag) blev obrukbar och tvingades stänga efter en jordbävning samma år.
Personer som varit intagna på CIW är bland andra Theresa Knorr och Patricia Krenwinkel.